# Mușchiul rotund mare

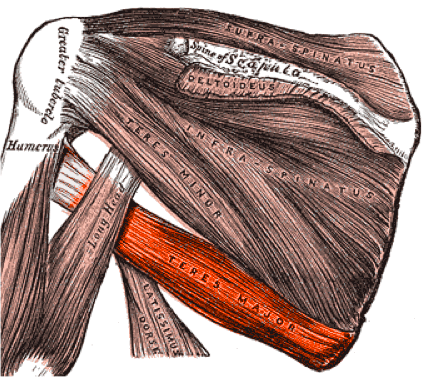
Mușchiul rotund mare (în roșu)

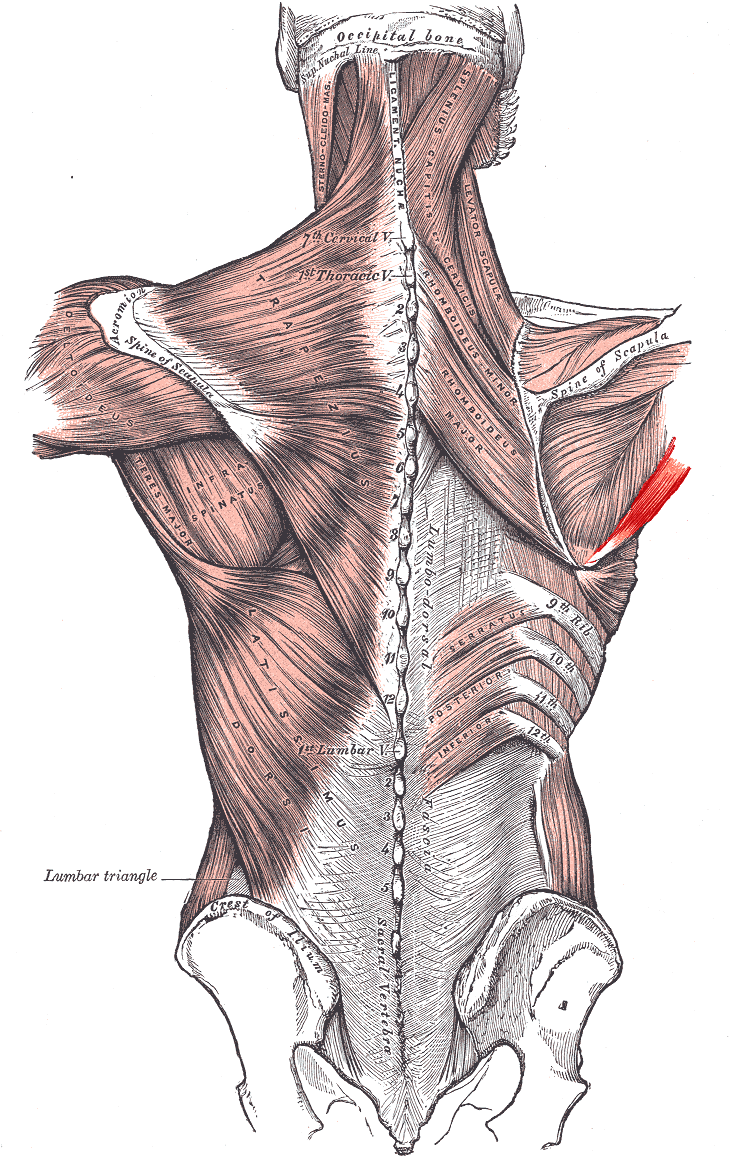
Mușchiul rotund mare (în roșu)

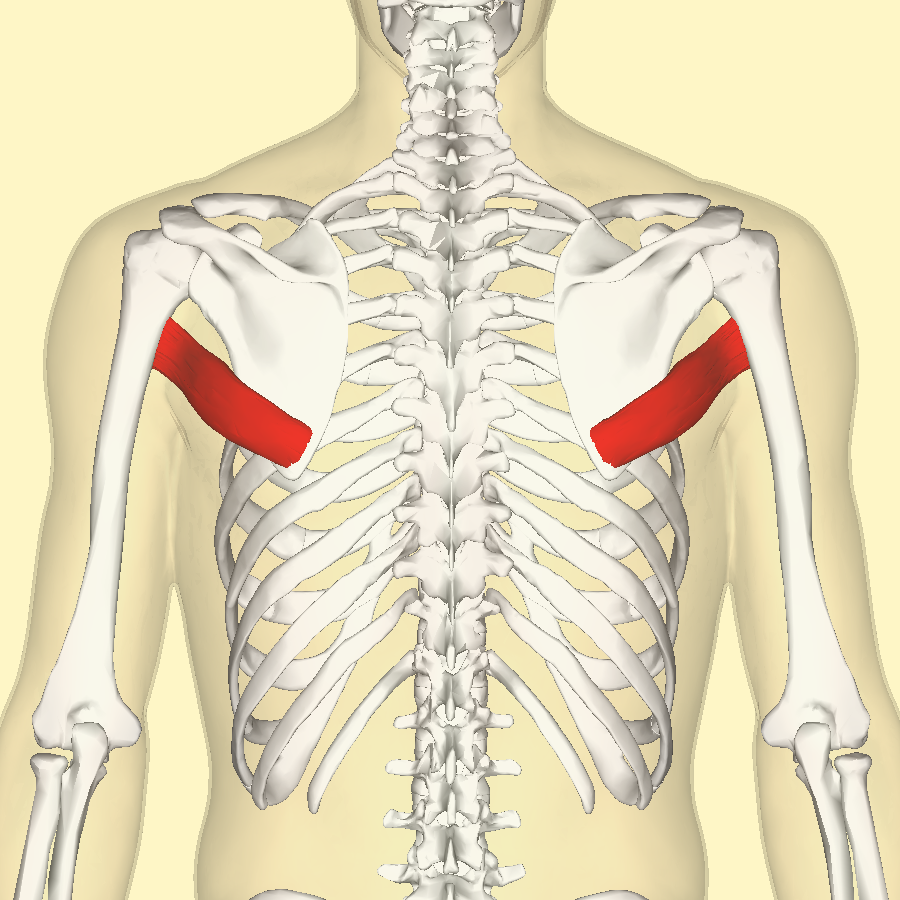
Mușchiul rotund mare (în roșu)

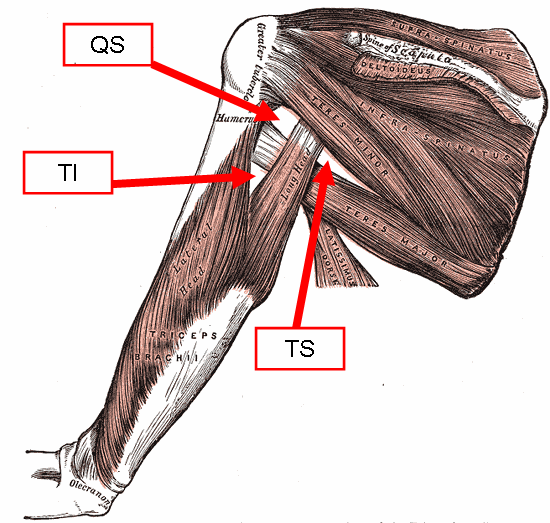
Mușchiul rotund mare și raporturile sale:
QS - Patrulaterul humerotricipital
TS - Triunghiul omotricipital
TI - spațiul rondohumerotricipital

Mușchiul rotundul mare (Musculus teres major) este un mușchi al umărului așezat pe partea posterioară a toracelui. Are o formă dreptunghiulară. Este un mușchi alungit, voluminos și puternic, care se întinde de la unghiul inferior al scapulei, până la creasta tuberculului mic al humerusului.

## Inserții
Are originea medial pe unghiul inferior al scapulei (Angulus inferior scapulae) și pe marginea laterală a scapulei (Margo lateralis scapula) în jumătatea ei inferioară și pe septurile care îi separă de mușchiul infraspinos (Musculus infraspinatus) și mușchiul rotund mic (Musculus teres minor) și are fibre inserate și pe fața profundă a fasciei infraspinoase (Fascia infraspinata). Fibrele musculare merg în sus, anterior și lateral, și se termină printr-un tendon pe creasta tuberculului mic al humerusului (Crista tuberculi minoris). 
Între tendonul mușchiului rotund mare și creasta tuberculului mic (Crista tuberculi minoris) a humerusului se află o bursă sinovială, numită bursă subtendinoasă a mușchiului rotund mare (Bursa subtendinea musculi teretis majoris). 
Tendonul mușchiului rotund mare este aflat înapoia tendonului mușchiului dorsal mare (Musculus latissimus dorsi), de care este despărțit printr-o bursă sinovială. Marginile inferioare ale celor doi mușchi sunt unite.

## Raporturi
Posterior, mușchiul rotund mare este acoperit de piele și de mușchiul dorsal mare, iar înainte, de mușchiul dorsal mare care l-a înconjurat și a trecut înaintea lui. Cele mai importante raporturi le au marginile mușchiului rotund mare. 
Marginea inferioară a mușchiului formează cu marginea omonimă a mușchiului dorsal mare (Musculus latissimus dorsi) peretele posterior a bazei axilei. 
Între marginea inferioară a mușchiului rotund mare, humerus și capul lung al mușchiului triceps (Caput longum musculi bicipitis brachii) se găsește spațiul rondohumerotricipital sau trigonul humerorondotricipital (în engleză triangular interval) prin care trec nervul radial (Nervus radialis) și artera brahiala profunda (Arteria profunda brachii). 
Marginea superioară a mușchiului este separată de mușchiul rotund mic (Musculus teres minor) printr-un spațiu triunghiular cu baza la humerus numit triunghiul birondohumerotricipital (în franceză espace omo-huméral, în engleză axillary space). Acest triunghi este divizat în două porțiuni de capul lung al tricepsului:
- lateral, patrulaterul humerotricipital sau patrulaterul humerobirondotricipital Velpeau (în franceză quadrilatère huméro-tricipital sau trou carré de Velpeau, în engleză quadrangular space), prin care trec dinainte-înapoi artera circumflexă humerală posterioară (Arteria circumflexa humeri posterior) și nervul axilar (Nervus axillaris); acest patrulater este delimitat în jos de mușchiul rotund mare, sus de mușchiul rotund mic, înăuntru de capul lung al tricepsului, iar în afară de osul humerus.
- medial, triunghiul omotricipital sau spațiul birondotricipital, spațiul triunghiular omotricipital, trigonul birondo-tricipital (în franceză triangle omo-tricipital sau triangle scapulo-triclpltal, în engleză triangular space), prin care trece dinainte-înapoi artera circumflexă a scapulei (Arteria circumflexa scapulae); acest triunghi este delimitat inferior de mușchiul rotund mare, superior de mușchiul rotund mic și lateral de capul lung al tricepsului.

Fața posterioară a mușchiului rotund mare este acoperită de mușchiului dorsal mare și piele. 
Fața anterioară a mușchiului rotund mare vine în raport tot cu mușchiul dorsal mare care înconjură marginea inferioară a lui și se așază pe fața lui anterioară; apoi cu mușchiul subscapular (Musculus subscapularis) și mușchiul coracobrahial (Musculus coracobrachialis); ea este încrucișată de vasele axilare.

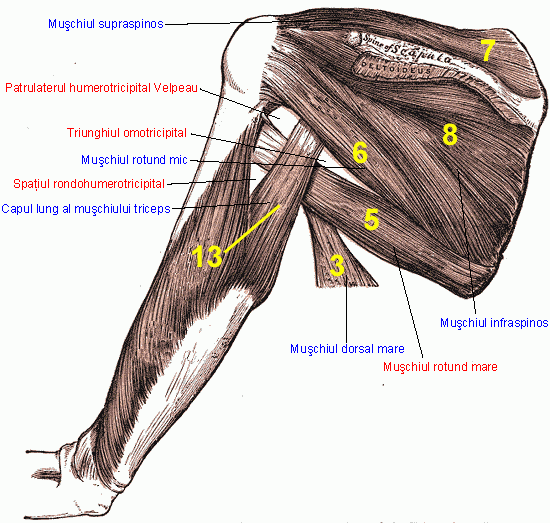
Mușchiul rotund mare

## Inervația
Inervația este asigurată de nervul subscapular inferior, ramură colaterală a plexului brahial, din partea infraclaviculară a acestuia. Totodată este inervat si de ramura colaterală a plexului brahial, nervul toracodorsal.  

## Acțiune
Este un adductor, extensor și rotator medial al brațului.
Când brațul atârnă de-a lungul corpului, atunci produce extensia lui. Acțiunea sa principală este adducția puternică a brațului, când mușchiul ia punctul fix pe torace, este și un rotator intern (medial) al brațului și este sinergic cu mușchiul dorsal mare și antagonist cu mușchiul deltoid. Imprimă brațului și o ușoară mișcare de retropulsie: o mișcarea de "a pune mâinile la spate". 
Când ia punctul fix pe humerus, basculează lateral unghiul inferior al scapulei, ducând scapula în sus și înainte.